# Erik Leif Jakobsen
Erik Leif Jakobsen (24. december 1916 i Lunderskov – 18. februar 2008) var en dansk administrerende direktør og civilingeniør.
Han var søn af stationsforstander I.C. Jakobsen (død 1969) og hustru Helene Christine født Hansen (død 1971), blev student fra Odense Katedralskole 1936, cand.polyt. 1942 og ingeniør ved Aarhus Belysningsvæsen samme år. Jakobsen blev driftsingeniør ved Skærbækværket 1950, overingeniør 1952 og var adm. direktør for Elsam fra 1956 til sin pensionering 1984.
Han var medlem af bestyrelsen for Danatom fra 1957, af Dansk elektroteknisk Komité fra 1959, af Akademiet for de Tekniske Videnskaber fra 1960 og af Nordel fra 1963. Tillige næstformand i Danske Elværkers Forening og Ridder af Dannebrog.
Erik Leif Jakobsens bror Jørgen var under Besættelsen med i modstandsbevægelsen, og det samme var hans overordnede ved Aarhus Belysningsvæsen, teknisk direktør C.R. Wegener. Hans søster Anne-Lise Jakobsen var forlovet med modstandsmanden Orla Andersen fra Hornslet, som 1944 blev henrettet af værnemagten. Jakobsen afslog selv at gå ind i modstandsarbejde. Han har skrevet en beretning om sit liv under Besættelsen.
Han blev gift 19. november 1938 med Ulla Møller Kristensen (13. juli 1919 i Hørning - ?), datter af forsikringsdirektør Svend Aage Møller Kristensen (død 1966) og hustru Mary Kathrine født Jegsen.